# Moussa Sissoko
Moussa Sissoko (Le Blanc-Mesnil, 1989. augusztus 16. –) francia világbajnok labdarúgó, a Watford játékosa. Posztját tekintve védekező középpályás.

## Sikerei, díjai

### Klub
Tottenham Hotspur
- Premier League
  - ezüstérmes: 2016–2017
  - bronzérmes: 2017–2018

Bajnokok Ligája ezüstérmes 2018-19

### Válogatott
Franciaország

- Európa-bajnokság ezüstérmes: 2016
- Világbajnok 2018

## Statisztikái
Legutóbb 2018. december 11-én lett frissítve.
| Klub              | Szezon         | League         | League          | League | Kupa            | Kupa  | Ligakupa        | Ligakupa | Európai         | Európai | Összesen        | Összesen |
| Klub              | Szezon         | Division       | Pályára lépések | Gólok  | Pályára lépések | Gólok | Pályára lépések | Gólok    | Pályára lépések | Gólok   | Pályára lépések | Gólok    |
| ----------------- | -------------- | -------------- | --------------- | ------ | --------------- | ----- | --------------- | -------- | --------------- | ------- | --------------- | -------- |
| Toulouse          | 2007–08        | Ligue 1        | 30              | 1      | 1               | 1     | 1               | 0        | 2               | 0       | 34              | 2        |
| Toulouse          | 2008–09        | Ligue 1        | 35              | 4      | 4               | 1     | 1               | 0        | —               | —       | 40              | 5        |
| Toulouse          | 2009–10        | Ligue 1        | 37              | 7      | 1               | 0     | 2               | 0        | 7               | 1       | 47              | 8        |
| Toulouse          | 2010–11        | Ligue 1        | 36              | 5      | 1               | 0     | 1               | 1        | —               | —       | 38              | 6        |
| Toulouse          | 2011–12        | Ligue 1        | 35              | 2      | 1               | 0     | 1               | 0        | —               | —       | 37              | 2        |
| Toulouse          | 2012–13        | Ligue 1        | 19              | 1      | 1               | 0     | 2               | 0        | —               | —       | 22              | 1        |
| Toulouse          | Összesen       | Összesen       | 192             | 20     | 9               | 2     | 8               | 1        | 9               | 1       | 218             | 24       |
| Newcastle United  | 2012–13        | Premier League | 12              | 3      | 0               | 0     | 0               | 0        | 6               | 0       | 18              | 3        |
| Newcastle United  | 2013–14        | Premier League | 35              | 3      | 1               | 0     | 2               | 0        | —               | —       | 38              | 3        |
| Newcastle United  | 2014–15        | Premier League | 34              | 4      | 0               | 0     | 4               | 1        | —               | —       | 38              | 5        |
| Newcastle United  | 2015–16        | Premier League | 37              | 1      | 1               | 0     | 1               | 0        | —               | —       | 39              | 1        |
| Newcastle United  | Összesen       | Összesen       | 118             | 11     | 2               | 0     | 7               | 1        | 6               | 0       | 133             | 12       |
| Tottenham Hotspur | 2016–17        | Premier League | 25              | 0      | 4               | 0     | 0               | 0        | 5               | 0       | 34              | 0        |
| Tottenham Hotspur | 2017–18        | Premier League | 33              | 1      | 6               | 0     | 2               | 1        | 6               | 0       | 47              | 2        |
| Tottenham Hotspur | 2018–19        | Premier League | 11              | 0      | 0               | 0     | 2               | 0        | 3               | 0       | 16              | 0        |
| Összesen          | Összesen       | Összesen       | 66              | 1      | 10              | 0     | 4               | 1        | 14              | 0       | 97              | 2        |
| Teljes karrier    | Teljes karrier | Teljes karrier | 376             | 32     | 21              | 2     | 19              | 3        | 29              | 1       | 448             | 38       |

### A válogatottban
Legutóbb 2018. november 20-án lett frissítve.
| Franciaország | Franciaország   | Franciaország |
| Év            | Pályára lépések | Gólok         |
| ------------- | --------------- | ------------- |
| 2009          | 2               | 0             |
| 2010          | 1               | 0             |
| 2011          | 0               | 0             |
| 2012          | 3               | 0             |
| 2013          | 7               | 0             |
| 2014          | 14              | 1             |
| 2015          | 7               | 0             |
| 2016          | 16              | 0             |
| 2017          | 3               | 1             |
| 2018          | 2               | 0             |
| Összesen      | 55              | 2             |

#### Góljai a válogatottban
| # | Dátum            | Helyszín                             | Ellenfél | Gólok | Végeredmény | Verseny                          |
| - | ---------------- | ------------------------------------ | -------- | ----- | ----------- | -------------------------------- |
| 1 | 2014. június 20. | Arena Fonte Nova, Salvador, Brazília | Svájc    | 5–0   | 5–2         | 2014-es labdarúgó-világbajnokság |
| 2 | 2017. június 2.  | Roazhon Park, Rennes, Franciaország  | Paraguay | 4–0   | 5–0         | Barátságos mérkőzés              |